# Kriegsflüchtling
Ein Kriegsflüchtling ist eine Person, die ihre Heimat verlässt, um vor bewaffneten Konflikten zu fliehen. Dabei umfasst der Begriff „Konflikt“ zwischenstaatliche Kriegshandlungen ebenso wie innerstaatliche Bürgerkriege und ähnliche militärische und paramilitärische (bewaffnete) Auseinandersetzungen.
Kriegsflüchtlinge sind als solche nicht völkerrechtlich geschützt. Sie können unter Umständen jedoch unter die Definition eines Flüchtlings nach der Genfer Flüchtlingskonvention von 1951 fallen oder komplementären Schutz erhalten.

## Flucht im Ersten Weltkrieg
Der Erste Weltkrieg brachte der Zivilbevölkerung zunächst in Polen, dann in Belgien, im Baltikum, in Westrussland und Südosteuropa Hunger, Vertreibung und Tod. In kurzer Zeit floh etwa ein Viertel der belgischen Bevölkerung von etwa 7 Millionen in die Niederlande, nach Frankreich und nach Großbritannien. In Serbien floh ein Drittel der drei Millionen Serben. Die Bevölkerung Russlands war der Strategie der Verbrannten Erde ausgesetzt, die die zurückweichenden russischen Streitkräfte anwendeten. 1916 waren fünf Millionen in Russland auf der Flucht. Die Russische Revolution trieb eine vergleichsweise kleine Zahl von Adligen, Politikern und Unternehmern in ein Exil im Westen. Während des folgenden jahrelangen Bürgerkriegs entstanden ukrainische und andere Nationalbewegungen. Vor diesen Kämpfen flohen viele nach Finnland und in die baltischen Staaten, nach Istanbul, Syrien und Palästina. Russische Exilanten kamen bis Harbin und Shanghai, in Turkestan, der Mandschurei und der Äußeren Mongolei entstanden Auswandererkolonien.
Nach dem Ersten Weltkrieg zerfielen die dynastischen Vielvölkerstaaten Europas: das Habsburgerreich, das Zarenreich, das Osmanische Reich und das der Hohenzollern. Es entstanden neue Nationalstaaten. In diese Länder kehrten Flüchtlinge zurück, ethnische Minderheiten mussten fliehen oder wurden vertrieben. Zehntausende wanderten aus den kriegsverwüsteten Gebieten nach Nordamerika aus.

## Völkerrechtliche Stellung
Kriegsflüchtlinge sind nicht als Flüchtling im Sinne von Artikel 1 der Genfer Flüchtlingskonvention (Abkommen über die Rechtsstellung der Flüchtlinge) von 1951, anerkannt. Daher fällt ein Kriegsflüchtling als solcher nicht unter den Anwendungsbereich des Abkommens. Aus diesem Grund müssen alle Asylverfahren, die auf der UN-Flüchtlingskonvention als rechtlicher Basis beruhen, eine Einzelfallprüfung vornehmen, ob die Kriegslage zu einer solchen konkreten persönlichen Bedrohung führt – beziehungsweise laut Konvention zumindest einer „begründeten Furcht“ davor. Insbesondere strittig ist bis heute die Frage, ob bei Kriegen allein die Tatsache der Angehörigkeit zu dieser Nation, und bei ethnisch begründeten bewaffneten Konflikten die Zugehörigkeit zu einer involvierten Gruppe allein einen Fluchtgrund und Bedrohungsfall im Sinne der Konvention darstellt, da diese konkret auf den Akt der Verfolgung bezugnimmt.
Das Völkerrecht greift häufig nicht bei innerstaatlichen militärischen Konflikten. So stammen Flüchtlinge vor kriegerischen Handlungen oftmals nicht nur aus Kriegs-, sondern auch aus Bürgerkriegsregionen, und der Wirkungsbereich der Genfer Flüchtlingskonvention für solche Fälle ist umstritten.
Außerdem sieht das humanitäre Völkerrecht prinzipielle Unterschiede zwischen der unbeteiligten (Zivil-)Bevölkerung und Flüchtlingen, die sich selbst an Feindseligkeiten beteiligt haben.

### Abgrenzung zu Konventionsflüchtlingen
Der völkerrechtliche Vertrag der Genfer Flüchtlingskonvention legt im Geiste der Allgemeinen Erklärung der Menschenrechte von 1948 – noch gänzlich beeinflusst von den Ereignissen des Zweiten Weltkriegs – explizit rein persönliche und soziale Gründe als Legitimation für eine Flucht zugrunde, nämlich „Verfolgung aus Gründen der Rasse, Religion, Nationalität, Zugehörigkeit zu einer bestimmten sozialen Gruppe oder wegen seiner politischen Überzeugung“. Nicht erfasst sind aber materielle persönliche Notlagen wie Hunger oder gravierende wirtschaftliche Probleme und alle äußeren Umstände wie Naturkatastrophen oder Krieg.
Auch das Protokoll über die Rechtsstellung der Flüchtlinge von 1967, in dem die zeitliche und räumliche Begrenzung verworfen wurde, die ursprünglich in der Genfer Flüchtlingskonvention ausgesprochen worden war, folgt diesem Begriff. Diese Abkommen wurden von etwa 150 der weltweit rund 200 Staaten ratifiziert und gelten daher als internationaler Standard im Asylwesen.
Binnenflüchtlinge, also solche innerhalb eines Landes, fallen ebenfalls nicht unter die UN-Flüchtlingskonvention. Nach dem Völkerrecht können Schutzzonen für die Zivilbevölkerung ausgewiesen werden (neutrale Zonen gemäß Artikel 15 des Genfer Abkommens über den Schutz von Zivilpersonen in Kriegszeiten).

### Abgrenzung zu anderen Formen der Flucht
Die Abgrenzung vom Kriegs- zum Wirtschaftsflüchtling ist oftmals schwierig, da Kriegshandlungen meist zu einer Beeinträchtigung der direkten wirtschaftlichen Versorgung und noch viel mehr der wirtschaftlichen Zukunftsperspektiven führen. Gerade bei langdauernden Konflikten und unklaren Frontverläufen, noch mehr bei irregulären Auseinandersetzungen, kann nach der Flucht kaum mehr festgestellt werden, wie direkt eine unmittelbare kriegerische Bedrohung war.
Treten durch Umweltfaktoren regionale Spannungen und gar bewaffnete Konflikte auf, ist auch der Übergang zum Umweltflüchtling fließend. Einer Studie aus dem Jahr 2015 zufolge gibt es etwa Belege dafür, dass klimatische Veränderungen mit zur Entstehung des syrischen Bürgerkriegs und der Flüchtlingskrise 2015 beigetragen hätten. In den Jahren 2007 bis 2010 habe demnach in Syrien eine starke Dürre geherrscht und eine Binnenmigration der ländlichen Bevölkerung in die suburbanen Peripherien ausgelöst. Im später beginnenden Bürgerkrieg seien dies die Zentren der sozialen Aufruhr gewesen.  Das Deutsche Klima-Konsortium widerspricht jedoch dieser Auffassung, da nicht dürrebedingte Migrationsbewegungen, sondern politische Maßnahmen der Assad-Regierung Auslöser der Konflikte waren.
Diese Fragestellungen sind insbesondere darum problematisch, weil in Bezug auf alle Formen eines temporären Schutzrechtes die wirtschaftliche Erholung im Herkunftsgebiet viel langfristiger ist als die reine Beendigung der Auseinandersetzung. Umweltfaktoren sind im Kontext der Klimaerwärmung vielleicht sogar – im Bereich der nächsten Jahrzehnte – irreversibel.

## Rechtliche Lage von Kriegsflüchtlingen in Aufnahmeländern

### Europäische Union
Eine im europäischen Asylwesen etablierte Praxis ist eine weitere Form der Asylgewährung, nämlich der subsidiäre Schutz nach Artikel 15 der Qualifikationsrichtlinie (Anerkennungsrichtlinie, 2004/2011). Dieser Begriff bezieht sich auf Menschen, die zwar keinen Anspruch auf Schutz nach der internationalen Konvention haben, die aber als Flüchtling nicht in ihr Herkunftsland rückgeschoben werden dürfen, wenn ihnen dort „ernsthafter Schaden“ durch Verfolgung droht. Inwieweit sich dieser subsidiäre Schutzanspruch auf einen vor Krieg fliehenden Menschen bezieht, ist angesichts der europäischen Flüchtlingskrise von 2015, die primär durch Flüchtlinge der kriegs-/bürgerkriegsartigen Syrienkonflikte ausgelöst wurde, in aktueller Diskussion. Auch hierbei ist die Einzelfallprüfung, ob eine Kriegslage im Herkunftsgebiet schon eine persönliche Bedrohung darstellt, notwendig.
Die EU-Richtlinien sehen mit Massenzustrom-Richtlinie (2001/55/EG) eine weitere Form des Schutzes vor, nämlich den vorübergehenden Schutz von Vertriebenen. Diese Richtlinie wurde 2001 geschaffen und kam gemäß EU-Beschluss vom 3. März 2022 erstmals für den Schutz von Flüchtlingen aus der Ukraine zur Anwendung. Der Begriff Vertriebene ist in der Richtlinie weit gefasst, weiter als der Begriff der (staatlichen) Vertreibung: Er schließt insbesondere ernsthaft von systematischen oder weit verbreiteten Menschenrechtsverletzungen Bedrohte oder Betroffene – somit Flüchtlinge im Sinne der Genfer Konvention – sowie Personen, die aus Gebieten geflohen sind, in denen ein bewaffneter Konflikt oder dauernde Gewalt herrscht, mit ein. Dieser Schutz greift erst, wenn der Rat der Europäischen Union mit qualifizierter Mehrheit beschließt, dass ein Massenzustrom vorliegt. Dieser Schutz endet nach einem Jahr (verlängerbar auf insgesamt bis zu drei Jahren) oder endet jederzeit, sobald der Rat dies beschließt, bietet also keine langfristige Bleibeperspektive. Den Betroffenen ist es nicht verwehrt, einen Antrag auf Asyl nach Flüchtlingskonvention zu stellen.

### Deutschland
Im Jahr 1993 wurde im Rahmen des Asylkompromisses ein Sonderstatus für Kriegs- oder Bürgerkriegsflüchtlinge außerhalb des Asylverfahrens geschaffen und in das Ausländergesetz aufgenommen: Diesen Personen konnte nach § 32a AuslG kraft Anordnung der obersten Landesbehörden, sofern Einvernehmen darüber mit dem Bundesinnenministerium bestand, eine Aufenthaltsbefugnis zur vorübergehenden Aufnahme erteilt werden. Am 1. Januar 2005 wurde das Ausländergesetz durch das Aufenthaltsgesetz abgelöst.
Personen, denen ein ernsthafter Schaden wie die Verhängung oder Vollstreckung der Todesstrafe, Folter oder unmenschliche oder erniedrigende Behandlung oder Bestrafung oder eine ernsthafte individuelle Bedrohung des Lebens oder der Unversehrtheit einer Zivilperson infolge willkürlicher Gewalt im Rahmen eines internationalen oder innerstaatlichen bewaffneten Konflikts droht, sind nach § 4 Abs. 1 AsylG subsidiär schutzberechtigt.
Flüchtlinge aus Bürgerkriegsländern erhielten mit Stand Oktober 2015 in Deutschland allerdings fast automatisch Asyl; die Einzelfallprüfung war ausgesetzt worden. So gewährte das Bundesamt für Migration und Flüchtlinge im Jahr 2015 bei seinen positiven Bescheiden fast zu 99 % den Flüchtlingsstatus nach der Genfer Konvention. Der bayerische Innenminister Joachim Herrmann forderte, die Kriterien für die Anerkennung von Bürgerkriegsflüchtlingen zu verschärfen und Asylbewerber aus Syrien nicht mehr pauschal anzuerkennen: „Die Genfer Flüchtlingskonvention setzt eigentlich eine individuelle Betroffenheit voraus.“
Der vorübergehende Schutz nach Massenzustrom-Richtlinie (Richtlinie 2001/55/EG) ist durch § 24 Aufenthaltsgesetz umgesetzt, die Aufenthaltsdauer beträgt hierbei maximal drei Jahre, und der vorübergehende Schutz kann jederzeit durch einen Beschluss des Rates beendet werden. 
Einen Schutz vor der Abschiebung stellt das humanitäre Aufenthaltsrecht nach 18-monatiger Duldung über § 25 Abs. 5 Aufenthaltsgesetz dar.
Die FDP schlug im Oktober 2015 vor, Kriegsflüchtlingen in Deutschland eine Duldung zu erteilen und auf das obligatorische Asylverfahren zu verzichten, um die Behörden zu entlasten. Deutschland könne das Instrument des vorübergehenden Schutzes nicht nutzen, so lange der notwendige EU-Beschluss nicht absehbar sei.
2005 wurden von der Innenministerkonferenz die „Grundsätze zur Rückführung afghanischer Flüchtlinge“ beschlossen und am 24. Juni 2005 der Öffentlichkeit vorgestellt. 16.000 Flüchtlinge sollten von Deutschland nach Afghanistan ausgeflogen werden. Ende Oktober 2015 wollte Innenminister Thomas de Maizière verstärkt auch Menschen aus Afghanistan in ihr Heimatland abschieben; die Jugend und die Mittelschicht sollten in Afghanistan bleiben, um das Land aufzubauen. Sein Papier zur „Eindämmung der Asylmigration“ enthielt Vorschläge für eine Gesetzesänderung. Tom Koenigs, Menschenrechtsbeauftragte der Bundestagsfraktion Bündnis 90/Die Grünen und UN-Sonderbeauftragter für die Friedensmission in Afghanistan, lehnt im Dezember 2015 eine Abschiebung afghanischer Flüchtlinge grundsätzlich ab, da jede Region in Afghanistan rasch zum Kriegsgebiet werden könne.
Am 4. März 2022 aktivierte die EU angesichts der Kriegsflucht aus der Ukraine erstmals die Massenzustrom-Richtlinie, und am 8. März 2022 erließ die deutsche Bundesregierung auf dieser Basis die Ukraine-Aufenthalts-Übergangsverordnung (UkraineAufenthÜV).' Die Verordnung legalisiert vorübergehend die Einreise und Aufenthalt von Ukrainern und Drittstaatsangehörigen, die sich zu Beginn des russischen Einmarsch in die Ukraine am 24. Februar 2022 berechtigt in der Ukraine aufhielten.

### Österreich
In Österreich gibt es keine expliziten rechtlichen Regelungen, der Begriff „Kriegsflüchtling“ kommt nur in einigen Entscheiden etwa des Verwaltungsgerichtshofes (VGH) oder des (2014 aufgelassenen) Asylgerichtshofes (AsylGH) vor.
1992, anlässlich der Bosnienkonflikte, wurde eine pragmatische Lösung gewählt, und formlos den (Bürger-)Kriegsflüchtlingen die faktische Gleichstellung mit Flüchtlingen gemäß der Genfer Konvention zuerkannt, die als Bosnien-De-facto-Unterstützungsaktion (kurz De-facto-Aktion) bekannt geworden ist. Diese Maßnahme lief bis August 1998. Seinerzeit wurden etwa 90.000 Menschen aufgenommen, von denen etwa zwei Drittel in Österreich blieben.
2015, im Rahmen der EU-Flüchtlingskrise, wurde dieses Verfahren nicht gewählt, da Deutschland seine analoge „Willkommens-Aktion“ gestartet hatte und Österreich vorrangig Transitland für fast eine Million Flüchtlinge wurde. Von den etwa 80.000 Asylanträgen in Österreich selbst in diesem Jahr wurden etwa drei Viertel von Menschen aus den Bürgerkriegsländern dieser Zeit gestellt (bis Oktober: 30 % Syrien, 24 % Afghanistan, 16 % Irak, 3 % Eritrea).

### Schweiz
In der Schweiz werden Kriegsvertriebene, die nicht glaubhaft machen können, individuell verfolgt zu sein, nicht als Flüchtlinge anerkannt. Die Mehrheit der syrischen Asylsuchenden 2015 wurde daher stattdessen nur vorläufig aufgenommen. Anja Klug, die Leiterin des UNHCR-Büros der Schweiz und Liechtenstein, kritisierte 2015 eine „zu restriktive Politik“ gegenüber syrischen Asylsuchenden.

### Türkei
Die Türkei nahm bis September 2015 etwa zwei Millionen Bürgerkriegsflüchtlinge aus Syrien auf. Weitere 250.000 Flüchtlinge stammten aus dem Irak. Da diesen Menschen offiziell kein Asylstatus zuerkannt wird, dürfen die Flüchtlinge nicht legal arbeiten.

### Afrikanische Union
Die Flüchtlingskonvention der Organisation für Afrikanische Einheit von 1969 lehnt sich an die Genfer Flüchtlingskonvention an, erweitert jedoch den Flüchtlingsbegriff unter anderem auch auf Personen, die vor Konflikten fliehen. Im Afrika des Postkolonialismus war zu der Zeit schon sichtbar, dass neben Hungersnöten die Konsolidierungskämpfe der jungen Staaten die Hauptquelle von Massenmigrationen waren.